# Jason Altmire
Jason Altmire (ur. 7 marca 1968) – amerykański polityk, członek Partii Demokratycznej. W latach 2007–2013 był przedstawicielem czwartego okręgu wyborczego w stanie Pensylwania w Izbie Reprezentantów Stanów Zjednoczonych.